# Buxeuil (Aube)
Buxeuil ist eine französische Gemeinde mit 112 Einwohnern (Stand: 1. Januar 2022) im Département Aube in der Region Grand Est (vor 2016 Champagne-Ardenne). Sie gehört zum Arrondissement Troyes und zum Kanton Bar-sur-Seine.

## Lage
Buxeuil liegt etwa 28 Kilometer südöstlich von Troyes an der Seine.
Nachbargemeinden sind Polisy im Norden und Westen, Celles-sur-Ource im Norden und Nordosten, Neuville-sur-Seine im Süden und Osten sowie Balnot-sur-Laignes im Südwesten.

## Bevölkerungsentwicklung
| Jahr                       | 1962 | 1968 | 1975 | 1982 | 1990 | 1999 | 2006 | 2011 | 2017 |
| -------------------------- | ---- | ---- | ---- | ---- | ---- | ---- | ---- | ---- | ---- |
| Einwohner                  | 148  | 149  | 153  | 149  | 153  | 145  | 145  | 142  | 130  |
| Quellen: Cassini und INSEE |      |      |      |      |      |      |      |      |      |

## Sport
Im Jahr 2024 führte die Tour de France auf der 9. Etappe durch Buxeuil. Dabei führte eine Bergwertung der 4. Kategorie über den Schotter-Anstieg der Côte de Val Frion (280 m), die beim Aéroclub de la Côte des Bars à Celles-sur-Ource abgenommen wurde. Der Anstieg wies auf einer Länge von 2,2 Kilometern eine durchschnittliche Steigung von 5 % auf. Der Kasache Alexei Luzenko gewann die Bergwertung.

## Sehenswürdigkeiten

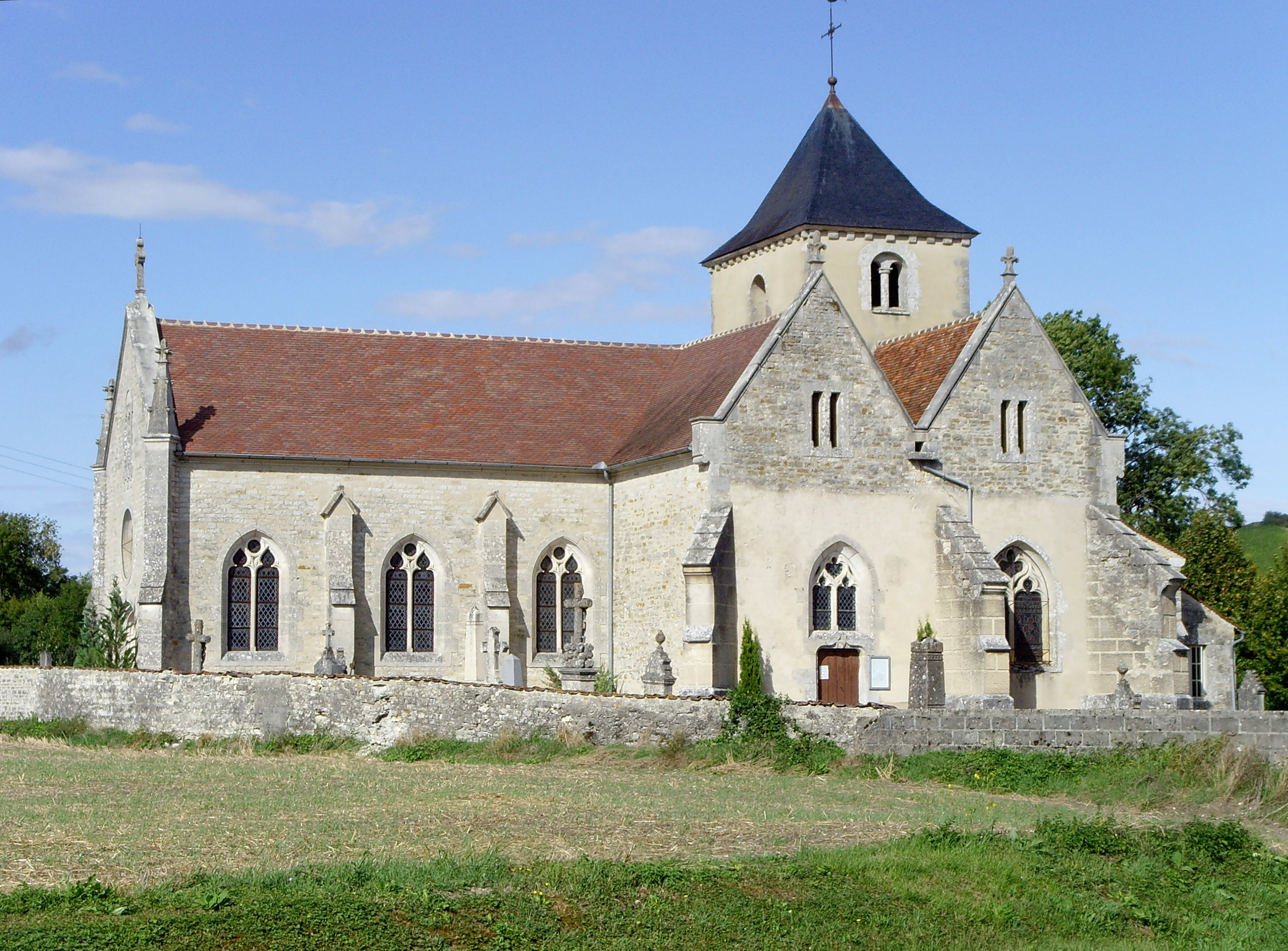
Kirche Saint-Loup

- Kirche Saint-Loup